# 长期资本管理公司

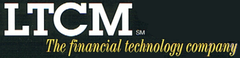
1990年代LTCM小冊子上的Logo

長期資本管理公司（英語：Long-Term Capital Management L.P., 縮寫為 LTCM）是一個投機性避險基金，專門從事利用高槓桿的絕對報酬交易策略(例如固定收益套利、統計套利和配對交易等)，總部設置於美國康乃狄克州格林威治。該公司的避險基金，長期資產投資組合(Long-Term Capital Portfolio L.P.)，在90年代晚期遭逢失敗，在美國聯準會的監督之下接受其他金融機構的援助。
LTCM是由所羅門兄弟的前副董事長暨債券交易部主管約翰·梅韋瑟於1994年成立，董事會成員包括了因制定期權定價公式，而在1997年共同獲得諾貝爾經濟學獎的麥倫·休斯和罗伯特·C·默顿。LTCM在成立第一年就獲得了年化報酬率超過40%的巨大成功，然而在1998年俄羅斯金融危機後，卻在不到四個月的時間裡造成了46億美元的巨大虧損，不得不請求美國聯準會的財政介入。不久之後，該基金在2000年初倒閉。

## 建立過程
約翰·梅韋瑟在因為1991年的一樁交易醜聞而辭職之前，一直領導著所羅門兄弟的債券交易部門。
在1993年，他成立了避險基金──長期資本公司，並且招募了幾位所羅門兄弟的債券交易員，以及兩位後來的諾貝爾獎得主──麦伦·休斯和羅伯特·C·默頓。公司其他主要成員還包括了：
Eric Rosenfeld(前所羅門債券套利交易部主管)、Greg Hawkins(前所羅門債券套利交易部)、Larry Hilibrand(前所羅門債券套利交易部)、William Krasker(前所羅門債券套利交易部)、Dick Leahy(所羅門高級主管)、Victor Haghani(前所羅門債券套利交易部)、James McEntee(債券交易員)、Robert Shustak、David W. Mullins Jr.(前聯準會副主席)等人。 
這些人在德拉瓦州組成了長期資本管理有限公司，但總部則設置於康乃狄克州格林威治。長期資本管理公司管理著註冊於開曼群島的長期資本資產組合，該基金以超低成本支出為宗旨，透過和貝爾斯登的合作處理交易，並由美林證券負責處理客戶關係。.
梅韋瑟選擇成立避險基金來規避一些強加在傳統投資工具(如共同基金)上，植基於1940年投資公司法案的財務規範。該法案規定，基金接受百人或百人以內資助，其每人淨值超過一百萬美元者，可對大部分約束其他投資公司的規範享有豁免權。1993年底，梅韋瑟努力和幾位富裕人士接洽，獲得了長期資本管理公司的創立資本。在美林證券的幫助下，LTCM從企業主、社會名流，甚至私立大學基金處獲得了數億美元的資金。然而，這些資金大部分來自於和金融業相關的公司和個人。在1994年2月24日LTCM開始正式進行交易之前，公司就已累積了超過10.1億美元的資本。

## 交易策略
該公司使用複雜的數學模型，通常利用美國、日本和歐洲各國政府債券等固定收益投資工具進行套利交易。政府債券是一種定期債務合約，意味著他們在未來的特定時間點會支付一筆固定金額。債券剛發行時的現值差異是最小的，所以根據經濟學理論，任何價格的差異都會經由套利交易而趨於一致。不同於兩間公司股價差異能反映出潛在基本面的差異，30年公債和29年9個月公債的價格差異理應會是最小的，兩者都會在未來大約30年後產生一筆固定支付金額。然而，這兩種債券卻會因為流動性的不同而存在流動溢價(liquidity premium)，30年期公債的價格會較29年9個月公債的價格高。透過一連串金融操作，進行收斂交易(convergence trade)，買入較便宜，較冷門、流動性較差的公債(29.75年期公債），放空較高價但流動性較高的新發行債券(30年期公債)。一段時間後，原本新發行的公債，隨着時間過去價格開始降低，逐漸收斂(converge)。在新公債發行時，兩者之間的價差將會縮小，因此便有獲利的可能。  
隨著基金規模的成長，他們在資金方面感到有些不足，並且可做為套利籌碼的優質公債也差不多用盡了。有鑑於此，LTCM開始從事更積極的交易策略。雖然這些交易策略並非市場導向，例如並非取決於利率或股價的漲跌，就其本身而言已不算是價差收斂的套利交易。在1998年之前，LTCM已在某些領域擁有極高地位，例如併購套利(賭併購案是否會成立)、S&P 500選擇權(做空S&P長期波動率)等。LTCM已成為S&P 500 Vega指標的主要提供者，該指標當時是企業尋求在實質上確保股東權益以對抗未來衰退之用。
由於這些價格差異，特別是對價差收斂套利交易來說，都是非常短暫的，該基金必須採取高槓桿操作以獲取有效收益。在1998年初，該公司股東權益約47.2億美元，卻有著1245~1290億美元的融資金額，負債權益比超過了25：1，在資產負債表外項目更有著帳面價值約1.25兆美元的衍生項目，其中大部分是利率衍生性商品，例如利率掉期交換。該基金也投資了其他衍生性商品，例如股票選擇權等。
1998年，瑞士聯合銀行總裁因LTCM的問題造成7.8億美元的虧損而引咎辭職。

## 逃漏稅
LTCM曾被發現使用了某些逃漏稅操作，其提列約一億美元的虧損被美國康乃狄克州地方法院駁回。一封標註日期為1995年3月10日電子郵件，收件人為Myron當時的女友，同時也負責建立關於這樁虧損被駁回的謊言交易的Jan Blaustein Scholes。郵件內容寫道：
「為了我們CHIPS III的存在，我們用一個和CBB無關的名字吧，這會讓國稅局(IRS)更難把所有交易連在一起。」
這無異是種警告。
麦伦·休斯曾表示他對稅務法並不在行，然而在一本名為「稅務與商業策略」的筆記本裡(由麦伦·休斯主筆)，內含了包括電子實體以及整體交易認定原則(Step Transactions)的章節，而此正是在國稅局駁回此稅損之下的兩個觀念。在一份日期為1996年11月12日予LTCM委員會的備忘錄上，麦伦·休斯寫道：
「我們必須在近期內決定：
一、如何分配這些資本虧損；
二、如何“交易”讓高價能手繼續支持；
三、如何計畫在最長時間內，享有利用這些虧損所造成的利潤。
如果我們夠小心，很有可能我們將永遠不用支付向政府借貸的長期資本利得。」
他繼續寫道：
「LTCM該如何支付那些帶來實現稅損，以及分配交易的支出費用呢？」

## 衰退

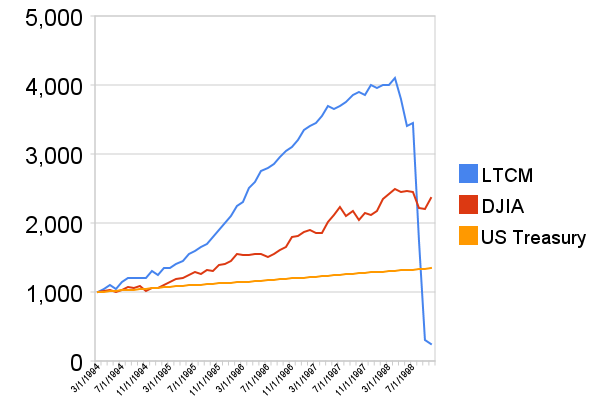
每月投資1,000美元的在LTCM、道瓊工業指數和投資美國債券到期時的淨值比較

雖然隨著金融市場從短暫而急促的風暴中復甦而獲得了不少成功，加上基金經理人發現、認定資訊不對稱的出色能力，但該基金衰退的因素早在1997年東亞金融危機之前就已經產生。在1998年五月和六月，該基金報酬率分別為-6.42%、-10.14%，使LTCM的資本減少了4.61億美元，在1998年七月所羅門兄弟退出套利交易業務後更加嚴重。這些虧損在1998年八、九月俄羅斯政府公債違約造成的金融風暴中更加被突顯出來，恐慌的投資人拋售日本與歐洲公債而搶進美國公債。原本預期公債價差收斂應該產生的獲益，卻隨著公債價差擴大而變成鉅額的虧損。在八月底之前，該基金已虧損了18.5億美元的資本。 
由於這些虧損，LTCM必須在對其不利的時間點償付一筆高額資金，並且忍受更多的虧損。 Lowenstein(2000)對於被迫償付的結果做了很好的說明，他報導中指出在1997年夏天，皇家荷蘭以8-10%相對溢價和殼牌交易時，LTCM針對雙重上市公司(dual-listed company, DLC)皇家荷蘭殼牌集團建立套利部位。在23億美元的總投資金額中，有半數是做多殼牌，另一半則是放空皇家荷蘭。LTCM原本預期皇家荷蘭和殼牌的股價會收斂價差，以長期而論，這是有可能會發生的，但由於在其他部位的虧損，LTCM不得不解開自己持有的皇家荷蘭殼牌的部位。Lowenstein指出皇家荷蘭的溢價已增加到將近22%，顯然LTCM由於此套利交易策略而蒙受鉅額虧損。LTCM在股票配對交易中虧損了2.86億美元，而其中皇家荷蘭殼牌的交易就佔了半數以上。
這間曾經年化報酬率達40%的公司，如今面臨了大規模的贖回潮，在九月的前三個星期中，LTCM的股東權益數從月初的23億美元，暴跌到九月25日的4億美元，並且還負債超過1000億美元，說明槓桿倍數已超過250：1。

## 1998年紓困方案

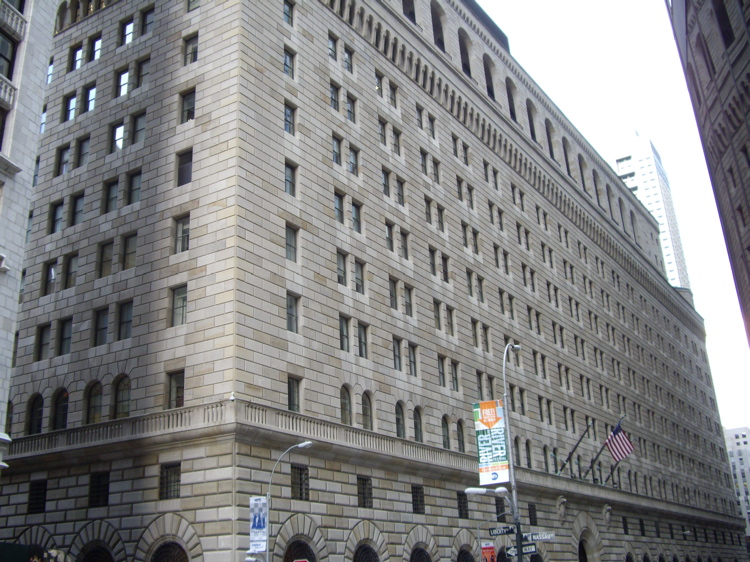
1998年9月23日，多位華爾街巨擘──美孚銀行、貝爾斯登、大通曼哈頓、高盛、J.P. Morgan、雷曼兄弟、美林證券、摩根史坦利添惠和所羅門兄弟等公司的老闆們－－在紐約聯準銀大樓10樓會議室會面協商援助LTCM事宜

LTCM幾乎和所有華爾街重量級人士都有業務往來。確實，LTCM的資本大部分都是由和LTCM有交易、來自同樣財政專家的基金所組成。當LTCM搖搖欲墜時，華爾街擔心LTCM的失敗會在許多市場造成連鎖反應，導致整個金融體系的災難性虧損。在LTCM自行籌資失敗後，顯然他們已經沒有其他選擇了。1998年9月23日，高盛、AIG和波克夏哈薩威開價2.5億美元買斷該基金共同出資人的股份，注資37.5億美元，透過高盛的交易部門管理LTCM的經營。該紓困對LTCM的共同出資人來說是低得出乎意料，因為在年初該公司淨值還有47億美元。沃伦·巴菲特只給了梅韋瑟不到一小時的時間接受這個交易，這樣的時間連一個交易都來不及完成就過去了。
看來除了由紐約聯準銀統籌主要債權人進行一筆36.25億美元的援助，以避免金融市場更大的災難外，已經別無選擇了。LTCM首席交涉人是法律總顧問James G. Rickards，眾多機構出資的金額如下：
- 3億美元：美國信孚、巴克萊、美國大通、瑞士信貸第一波士頓、德意志銀行、高盛、美林證券、J.P.摩根、摩根史坦利、所羅門兄弟、瑞銀集團

- 1.25億美元：法國興業銀行

- 1億美元：雷曼兄弟、法國巴黎銀行

- 貝爾斯登則婉拒參與該案。

作為回報，參與援助案的銀行享有該基金90%的股份，並承諾設立監督委員會；LTCM的共同出資人獲得10%、價值約4億美元的股份。但這些錢全部都用於償還債務，他們曾以自有資金投資LTCM的19億美元，也全都消耗殆盡了。
令人擔心的是當該公司清算股份來償還債務後可能會引發連鎖反應，導致股價崩跌，迫使其他公司也清償債務而造成惡性循環。
可見的總虧損為46億美元，主要投資項目的虧損為(根據金額大小排序)：
- 掉期交易：16億美元
- 權益波動：13億美元
- 俄羅斯與其他新興市場：4.3億美元
- 已開發國家直接交易：3.71億美元
- 權益配對交易(如福斯、殼牌)：2.86億美元
- 收益率曲線套利交易：2.15億美元
- S&P 500股票：2.03億美元
- 垃圾債券套利：1億美元
- 併購套利：並無實質虧損

LTCM由普华永道会计师事务所審計，經過其他投資機構的紓困後，恐慌稍退，LTCM持有的部位最終以小額獲利的結果償付給救援機構。
部分產業官員表示紐約聯準銀仁慈的介入救援，將鼓勵大型金融機構預設聯準銀會在他們桶出簍子時將出手介入的立場下，進行更高風險的操作，紐約聯準銀的舉動讓某些市場觀察家擔心會造成道德危機。
LTCM的策略被比喻為「推土機前撿五分」(相對於一句市場效率性的格言：街道上不可能掉著100美元，因為早就被別人撿走了)──很大機會賺得小額獲利，卻有很小機會造成鉅額虧損，就像賣出價外選擇權付出的代價一樣。

## 後續
經過紓困後，LTCM繼續經營，在紓困案後的第一年獲利10%。在2000年初，該基金被清算，出資紓困的銀行團已經撤資，但基金的瓦解對許多牽涉其中者仍是毀滅性的。和LTCM牽涉極深的高盛首席執行長Jon Corzine，在一次由Henry Paulson主導的會議政變中被趕出辦公室；一度被認為可能是葛林斯潘接班人的Mullins，在聯準會的未來已提前出局了。默頓和休斯的理論也被公開批評，美林證券在其年報中評論數學風險模型「或許會提供比擔保更高的安全感，因此這些模型的可信度應該有限」。"
在幫LTCM紓困後，梅韋瑟創辦了避險基金JWM Partners，Haghani、Hilibrand、Leahy和Rosenfeld都參與了新公司的成立。在1999年12月前，他們已募得2.5億美元的基金，可延續許多LTCM的策略──這次用較低槓桿。然而由於次貸風暴的影響，JWM Partners從2007年九月到2009年二月間，公司旗下的相關價值機會二號基金蒙受了44%的虧損。因此，JWM避險基金最終於2009年七月宣告倒閉。